# Fort Bravo/Texas Hollywood
Fort Bravo/Texas Hollywood es un estudio cinematográfico ambientado en el Salvaje Oeste ubicado en la provincia de Almería, España. Construido en 1966 para la película de "El bueno, El feo y El Malo" y desde entonces se han estado realizando numerosas producciones cinematográficas, siendo la gran mayoría de género western. Se encuentra a unos pocos kilómetros al norte de la carretera N-340 (km 468), cerca del pueblo de Tabernas.
Alrededor de 1977, Rafael Molina, especialista/stuntman de cine, compró los decorados de cine para mejorar sus oportunidades de trabajo si el recinto volvía a ser utilizado para filmar de nuevo. A principio de los años 1980, Fort Bravo comenzó a ofrecer a sus visitantes entrada a los decorados de cine por "25 pesetas". Falsos tiroteos y peleas de bar fueron más tarde añadidos, con varios edificios restaurados para la atención al público como el Saloon-Bar que ofrece bebidas y snacks. Ahora es conocido como Fort Bravo/Texas Hollywood.
La arquitectura de los edificios en Texas Hollywood es de dos estilos diferentes, construidas la parte trasera de uno contra la del otro para crear dos áreas diferentes. La zona del Salvaje Oeste cuenta con un herrero, prisión, hotel, horcas y edificios de madera de la era del Viejo Oeste americano. La zona española consta de una plaza de ciudad, una iglesia y alberga típicas casas de un pueblo mexicano. Texas Hollywood sigue siendo un set de rodaje activo.

## Escenario de series

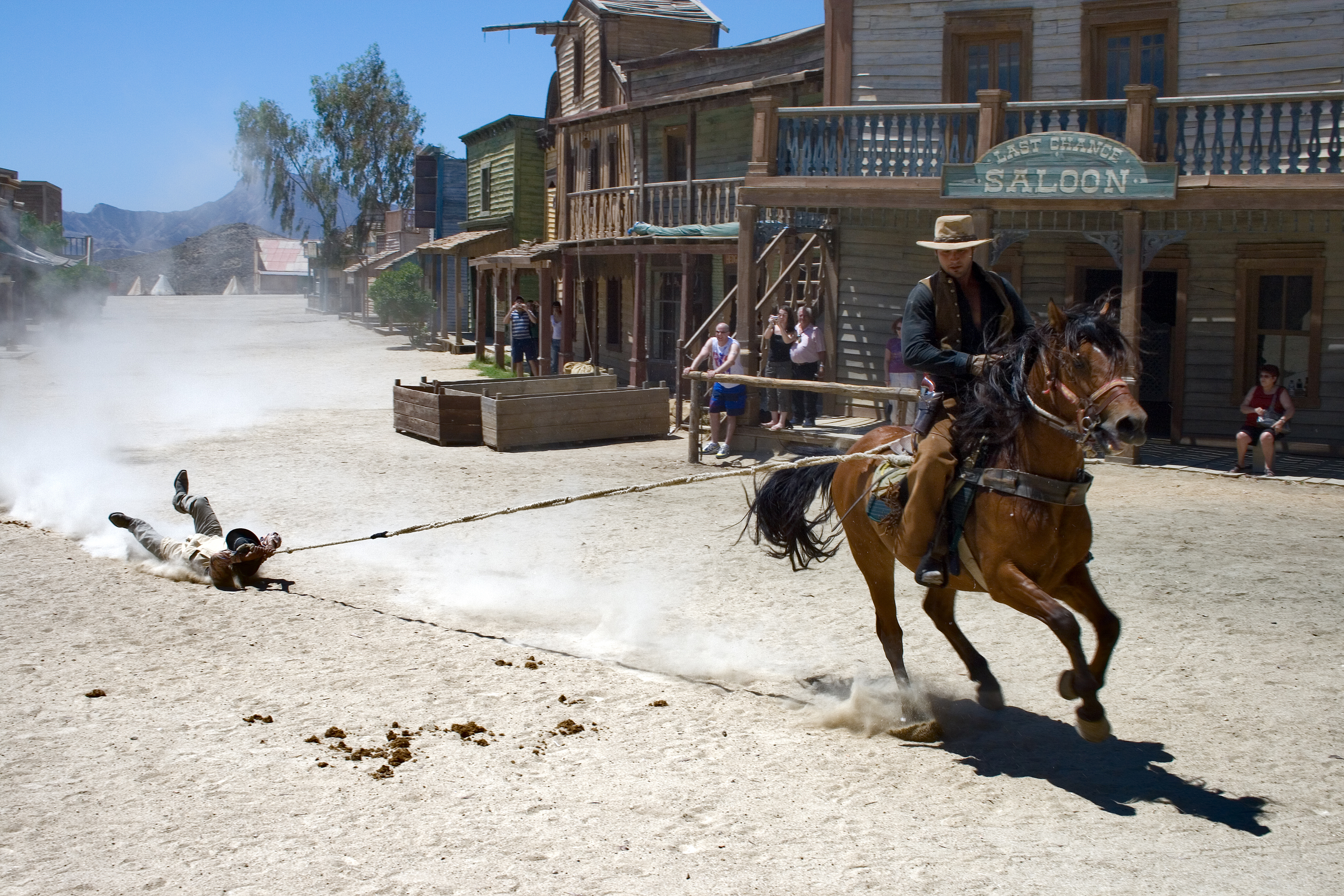
Espectáculo de acrobacias en Texas Hollywood, Almería, España

La serie televisiva Reina de Espadas fue filmada entre el 3 de mayo del año 2000 al 12 de diciembre del mismo año, principalmente en los edificios españoles y en el circundante desierto de Tabernas. Los edificios del Salvaje Oeste eran también utilizados para la serie con la prisión del Viejo Oeste funcionando como una prisión española, y uno de los grandes edificios del Viejo Oeste fue convertido en un escenario de sonido, conteniendo los cuartos de estar de Señorita Alvarado y Col. Montoya.
El episodio del Doctor Who "Un pueblo llamado Misericordia" fue filmado aquí y en Oasys en 2012.
También se ha llevado a cabo la grabación de multitud de spots publicitarios y algunas películas famosas. En este lugar se rodó en 2017 parte de la película Los Hermanos Sisters, protagonizada por Joaquin Phoenix y Jake Gyllenhaal.

## Galería

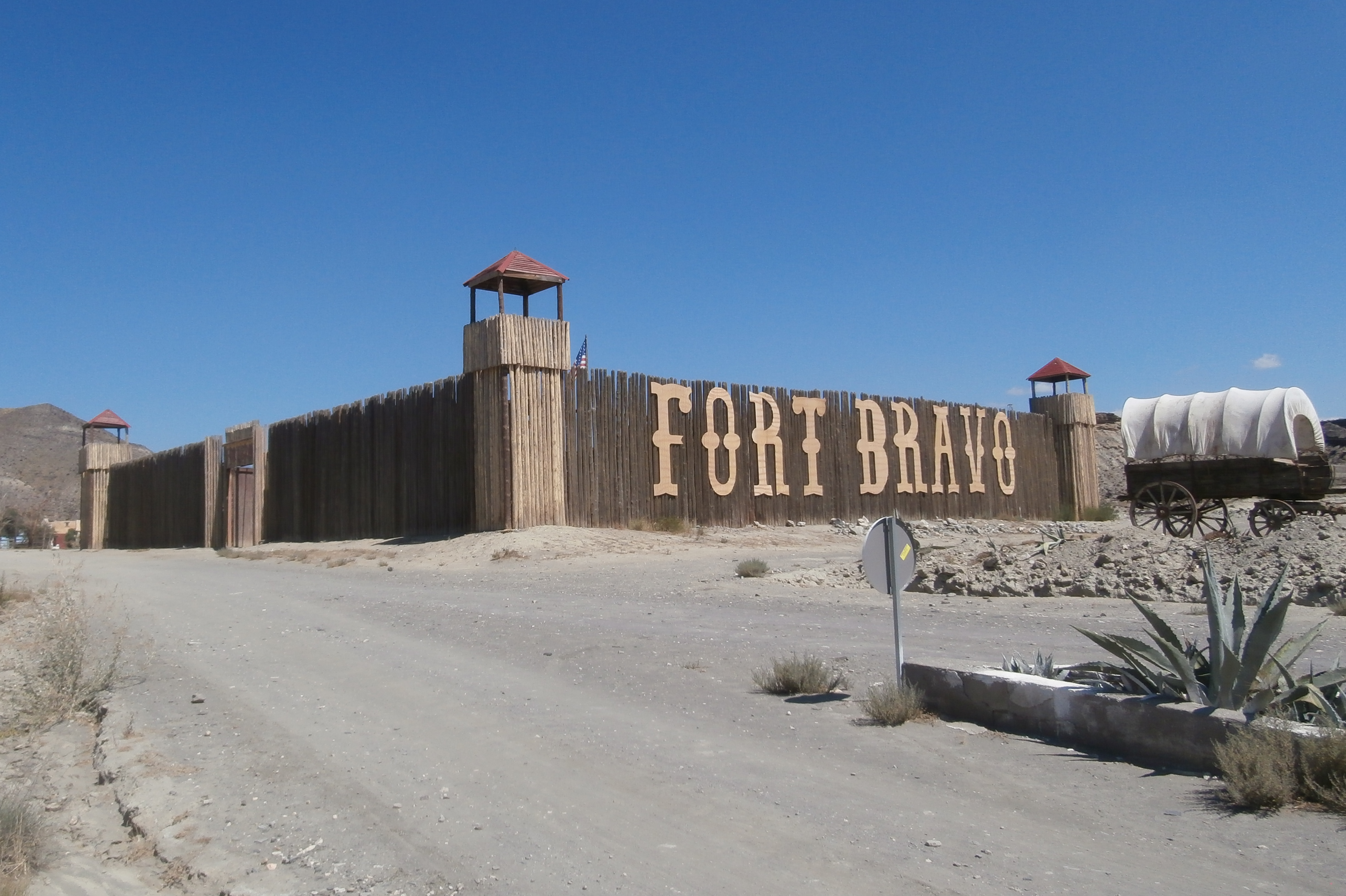
Fuerte en la entrada a Fort Bravo/Texas Hollywood.
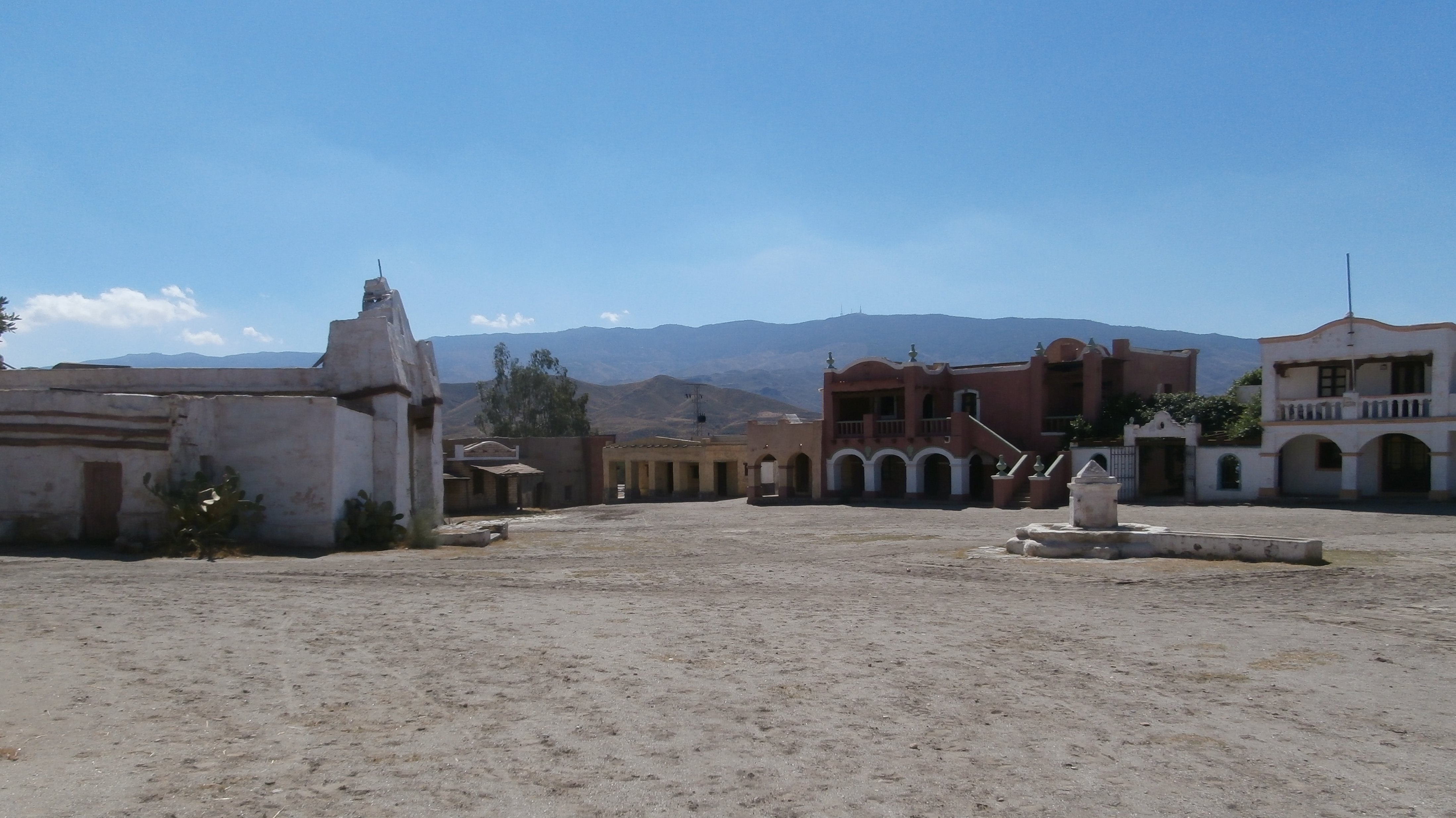
Pueblo español en Texas Hollywood.
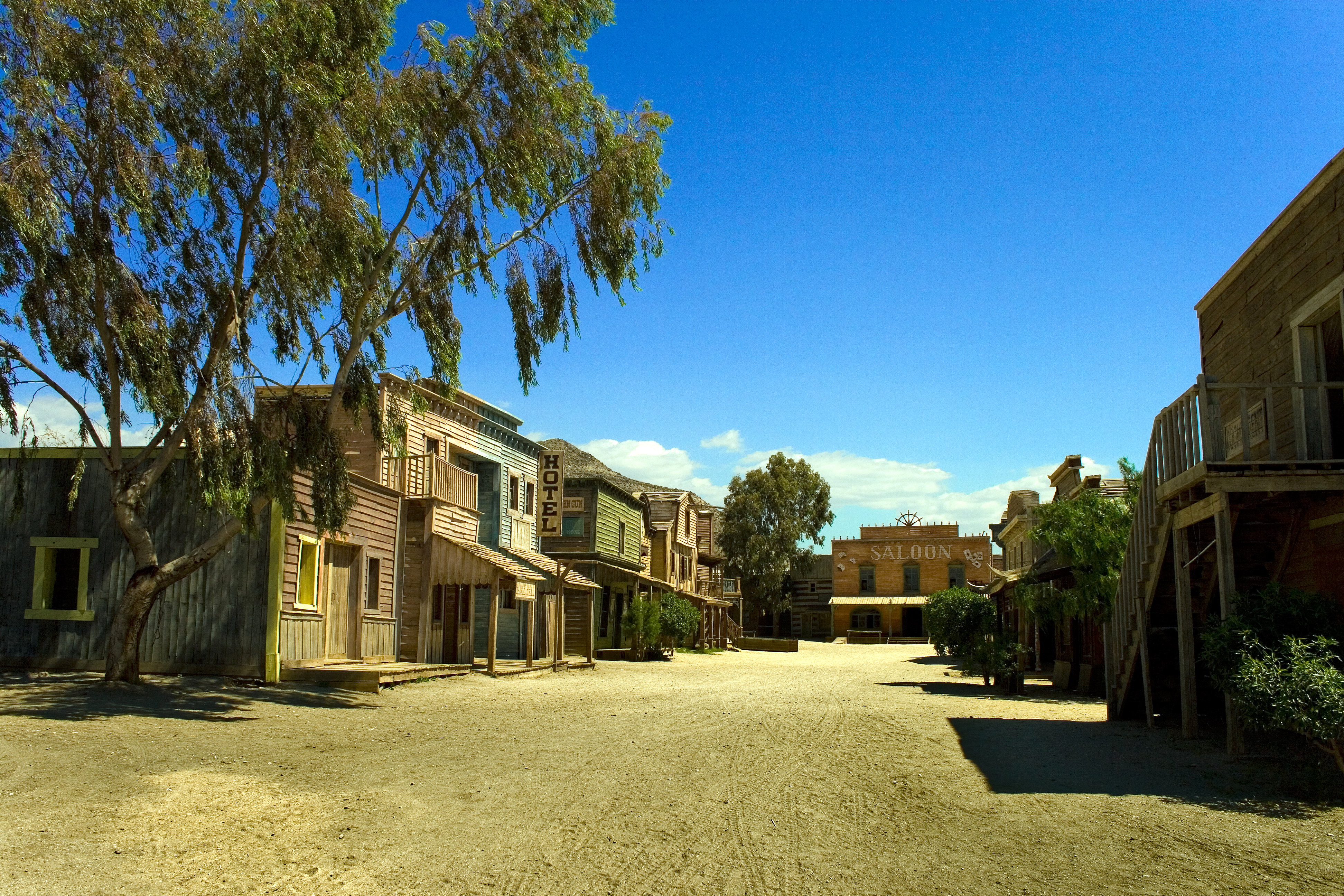
Vista de calle del pueblo del Viejo Oeste en Texas Hollywood.